# Ruthie Foster

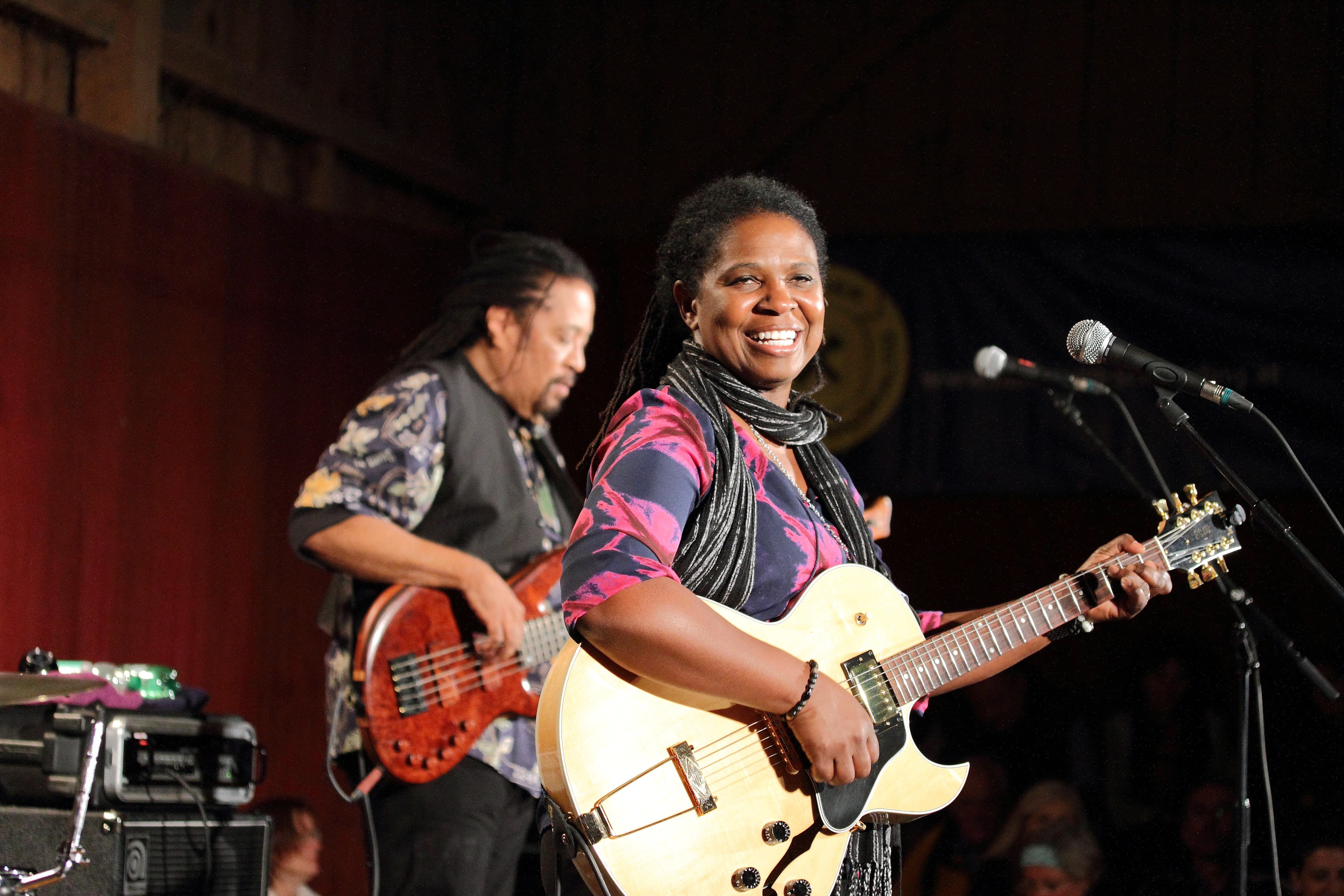
Ruthie Foster & Band auf dem INNtöne Jazzfestival 2016

Ruthie Foster (* 10. Februar 1964 in Gause, Texas, USA) ist eine in Austin ansässige US-amerikanische Bluessängerin und Gitarristin. Während Foster in den letzten Jahren zunehmend als Bluesmusikerin wahrgenommen wird, sind ihre frühen Alben durch stärkere Folk-, Gospel- und Americana-Einflüsse geprägt.

## Biographie

### Bis 1996
Ruthie Foster wuchs in Texas in der ländlich geprägten Kleinstadt Gause im Milam County auf. Frühe musikalische Einflüsse waren u. a. die Gospel-Schallplattensammlung ihrer Mutter, so z. B. LPs von The Fairfield Four und vor allem Rosetta Tharpe, die Bluesplatten ihres Vaters (z. B. Lightnin’ Hopkins), jedoch auch Stevie Wonder, Phoebe Snow und die Beatles. Als Jugendliche spielte sie häufig Gitarre und Klavier in ihrer Gemeindekirche, jedoch auch in den benachbarten, weißen Kirchengemeinden. Mit 14 wurde sie außerdem Solosängerin in einem Chor, den einer ihrer Onkel leitete. Im Alter von 19 Jahren machte sie erste Erfahrungen als Frontfrau einer lokalen Bluesband und studierte Musik und Tontechnik am öffentlichen McLennan Community College in Waco. Nach dem Abschluss des Studiums trat sie einer Helikoptereinheit der US Navy in San Diego bei, vor allem um die kleinstädtische Umgebung ihrer Heimat verlassen zu können. Dort wurde sie zunächst in die Funk- und Cover-Band Pride aufgenommen, die häufig auf Navy-Rekrutierungsveranstaltungen auftrat, und später in das renommierte Commodores Jazz Ensemble in Norfolk, wo sie auch musiktheoretisch ausgebildet wurde. Nach ihrer Armeezeit heiratete Foster und zog 1990 nach New York, wo sie regelmäßig in der Folkszene auftrat und einen Vertrag bei Atlantic Records unterschrieb. Im Rahmen dieser Vereinbarung schrieb Foster etliche Songs für Atlantic. Aufgrund unterschiedlicher künstlerischer Vorstellungen kam es jedoch nicht zu der ursprünglich geplanten Plattenveröffentlichung. Nach der Trennung von ihrem Mann zog es Foster bald ins heimatliche Texas zurück, um sich um ihre schwer erkrankte Mutter zu kümmern. Von 1993 bis zum Tod ihrer Mutter im Jahr 1996 arbeitete Foster daher als Kamerafrau und Produktionsassistentin bei einem kleinen Fernsehsender in College Station, während sie parallel in lokalen Musikclubs auftrat. Im Jahr 1994 begann die Zusammenarbeit mit der Perkussionistin und Sängerin Cyd Cassone (* 1958), die über 10 Jahre lang fortdauerte. Beide wurden zeitweise auch privat ein Paar, traten in der Folge häufig als Duo auf und arbeiteten zusammen an Fosters Alben. Der erste große Auftritt des Duos, den Foster als eigentlichen Beginn ihrer Karriere ansieht, war auf dem bekannten Kerrville Folk Festival in Texas, auf dem Foster inzwischen noch mehrmals aufgetreten ist. Foster und Cassone engagierten sich außerdem in ihrer Gemeinde und gaben regelmäßig Konzerte zur Sammlung von Spenden, in Pflegeheimen, an Schulen und in Zusammenarbeit mit der Polizei.

### 1997 bis heute

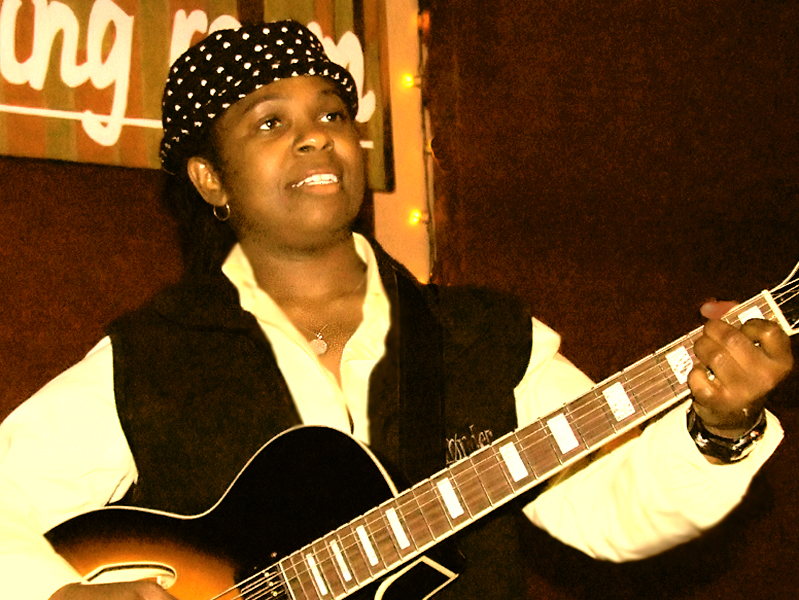
Ruthie Foster am 24. Januar 2007 im Club The Living Room in New York City

Im Jahr 1997 konzentrierte sich Ruthie Foster schließlich wieder auf ihre Musikkarriere und veröffentlichte ihr erstes Album namens Full Circle, damals noch im Selbstverlag. Kurz darauf wurde sie vom Label Blue Corn Music unter Vertrag genommen. Aufgrund der Erfahrungen mit Atlantic Records bestand Foster jedoch auf ein stärkeres Mitspracherecht in Bezug auf künstlerische Entscheidungen. Es folgten die Alben Crossover (1999) und Runaway Soul (2002), die eine Mischung aus Folk, Blues, Gospel und weiteren Musikstilen boten. Letzteres – mit Gastmusikerin Terri Hendrix – war ihr bis dato erfolgreichstes Album, das ihr auch eine Einladung in die bekannte Musik-Fernsehsendung Austin City Limits auf PBS einbrachte. Es folgten längere Tourneen, die exemplarisch auf dem Live-Album Stages, das 2004 erschien, dokumentiert sind. Es enthält Material von drei verschiedenen Konzerten aus dem Jahr 2003, mit unterschiedlichen Bandbesetzungen.
Ihr sechstes Album The Truth According to Ruthie Foster von 2009 wurde bei den Grammy Awards 2010 in der Kategorie Bestes zeitgenössisches Blues-Album nominiert und erreichte, wie das Vorgängeralbum The Phenomenal Ruthie Foster von 2007, Platz 4 der Billboard Charts in der Kategorie der besten Bluesalben. Foster ließ auf diesen beiden Alben vermehrt Elemente der Soulmusik einfließen. Im Jahr 2009 begab sie sich zu diesem Zweck in die – in dieser Hinsicht geschichtsträchtigen – Ardent Studios in Memphis und gewann Chris Goldsmith als Produzenten, der im Jahr zuvor das Grammy-prämierte Album Down in New Orleans der Blind Boys of Alabama produziert hatte. Bei den Aufnahmen waren außerdem Gitarrist Robben Ford, Bassist Larry Fulcher (u. a. bekannt aus der Phantom Blues Band), Trompeter Wayne Jackson (bekannt als Mitglied der Mar-Keys und Memphis Horns) und der kurz darauf verstorbene Pianist Jim Dickinson (u. a. Studiomusiker bei Ry Cooder, The Rolling Stones und Aretha Franklin), beteiligt.
Zu ihrer Live-Band, der Family Band, mit der sie, seit der Trennung von Cyd Cassone im Jahr 2005, häufig auftritt, gehören die Bassistin und Violinistin Tanya Richardson und die Schlagzeugerin Samantha Banks. Die Band kann u. a. auf Auftritte beim Beale Street Music Festival 2010, dem Monterey Jazz Festival 2009, der AVO Session 2009, dem North Sea Jazz Festival 2009 und vielen weiteren Festivals zurückblicken. Für 2011 sind u. a. Auslandsauftritte in Kanada, Neuseeland und Australien geplant, zum Teil zusammen mit dem befreundeten Blues- und Folkmusiker Eric Bibb, der auch einige Songs ihrer letzten beiden Studioalben geschrieben hat. In vergangenen Jahren tourte sie u. a. mit Derek Trucks und den Blind Boys of Alabama.

## Auszeichnungen
Neben der Grammy-Nominierung 2010 erfuhr Foster weitere positive Resonanz in der Bluesszene. Neben einem Living Blues Award, nämlich dem Kritikerpreis für die beste „Blueskünstlerin des Jahres 2010“, wurde sie im selben Jahr mit einem Blues Music Award als „Künstlerin des Jahres des zeitgenössischen Blues“ (Contemporary Blues Female Artist of the Year) ausgezeichnet. 2011 erhielt sie mit dem Koko Taylor Award in der Kategorie „Künstlerin des Jahres des traditionellen Blues“ (Traditional Blues Female Artist of the Year), in der sie auch bereits 2008 und 2009 nominiert gewesen war, einen weiteren Blues Music Award.

## Diskographie
Alben
- Full Circle (1997, Eigenverlag; 2001 wiederveröffentlicht)
- Crossover (1999, Blue Corn Music)
- Runaway Soul (2002, Blue Corn Music)
- Stages (2004, Blue Corn Music)
- The Phenomenal Ruthie Foster (2007, Blue Corn Music)
- The Truth According to Ruthie Foster (2009, Blue Corn Music)
- Jazz Fest 2010 – Live at the 2010 New Orleans Jazz & Heritage Festival (2010, Munck Music)
- Live At Antone’s (CD + DVD, 2011, Blue Corn Music)
- Let It Burn (2012, Blue Corn Music)
- Keep It Burning (EP, 2013, Blue Corn Music)
- Promise Of A Brand New Day (2014, Blue Corn Music)
- Joy comes back (2017)
- Live at the Paramount (2020)